# Nouakchott–Oumtounsy International Airport
Nouakchott–Oumtounsy International Airport (Arabisch: مطار نواكشوط الدولي - أم التونسي) is de internationale luchthaven van Nouakchott, de hoofdstad van Mauritanië. De luchthaven is de hub voor Mauritania Airlines en is de vervanging van de voormalige luchthaven. Vanaf de luchthaven kan worden gevlogen binnen Afrika en naar Europa.

## Geschiedenis
Het plan voor een nieuwe luchthaven werd in 2011 voorgelegd en was het grootste project in Mauritanië sinds de onafhankelijkheid in 1960. Op 13 oktober 2011 ging de Mauritaanse overheid akkoord met het plan en kon de bouw in november 2011 beginnen.
De luchthaven werd op 23 juni 2016 geopend, vlak voordat de Arabische Liga een top zou hebben. De oude luchthaven, de Internationale luchthaven van Nouakchott, werd gesloten. Voormalig president Mohamed Ould Abdel Aziz arriveerde ‘s middags op de eerste internationale vlucht vanuit Istanbul om de luchthaven officieel te openen. Daarvoor was er al wel een binnenlandse vlucht van Mauritania Airlines International geland vanuit Zouérat.

## Luchtvaartmaatschappijen en bestemmingen

### Passagiers
Vanaf Nouakchott–Oumtounsy International Airport kan worden gevlogen met de volgende luchtvaartmaatschappijen naar de volgende bestemmingen (september 2024):
| Luchtvaartmaatschappij | Bestemmingen |
| ---------------------- | --- |
| Air Algérie            | Algiers |
| Air France             | Conakry, Parijs |
| Air Senegal            | Dakar |
| Binter Canarias        | Las Palmas de Gran Canaria |
| Mauritania Airlines    | Abidjan, Casablanca, Cotonou, Dakar, Kiffa, Las Palmas de Gran Canaria, Néma, Nouadhibou, Tunis, Zouérat Seizoensgebonden: Bamako |
| Royal Air Maroc        | Casablanca |
| Tunisair               | Tunis |
| Turkish Airlines       | Banjul, Istanbul |

### Vracht
Daarnaast heeft de luchthaven vrachtverbindingen met de volgende luchthavens:
| Luchtvaartmaatschappij | Bestemmingen               |
| ---------------------- | -------------------------- |
| Swiftair               | Las Palmas de Gran Canaria |